# Ulyanovsk (tỉnh)
Ulyanovsk Oblast (tiếng Nga: Улья́новская о́бласть, Ulyanovskaya oblast) là một chủ thể liên bang của Nga (là một tỉnh). Tỉnh này nằm ở quận liên bang Volga. Thủ phủ là thành phố Ulyanovsk.
Diện tích: 37.300 km²; dân số: 1.292.799 người (theo điều tra dân số Nga năm 2010).

## Địa lý
Tỉnh Ulyanovsk giáp Cộng hòa Chuvash (bắc), Cộng hòa Tatarstan (đông bắc), tỉnh Samara (đông), tỉnh Saratov (nam), tỉnh Penza (tây), và Cộng hòa Mordovia (tây bắc).